# Per Gidlund
Per Erik Gidlund, Per Erik Gidlund, född 7 december 1976, är en svensk tidigare fotbollstränare.
Gidlund tränade Skiljebo SK i division 2 och Västerås SK i Superettan. Den sistnämnda tjänsten lämnade han efter en kortare tid i juni 2005. Därefter var han fotbollstränare i Bodens BK i Division 1 norra. Han  kom till klubben inför säsongen 2006 och innehade under året en delad tränarroll, först med Christian Samuelsson och därefter med Lars "Brolla" Svensson. Från november 2006 var han ensam huvudtränare till och med 2008.
Gidlund har också varit lärare i Kunskapsskolan i Västerås till och med sommaren 2009.